# Coca de Alba
Coca de Alba is een gemeente in de Spaanse provincie Salamanca in de regio Castilië en León met een oppervlakte van 10,47 km². Coca de Alba telt 99 inwoners (1 januari 2016).

## Demografische ontwikkeling
Bron: INE, 1857-2011: volkstellingen